# Доманский, Андрей Юрьевич
Андре́й Ю́рьевич Дома́нский (укр. Андрій Юрійович Доманський; род. 8 августа 1974, Одесса) — украинский инженер, радио- и телеведущий.

## Биография
Родился в семье инженеров 8 августа 1974 года в Одессе. Получил образование инженера-системотехника.
В 1994 году начал работать на радиостанции «Просто Радио» радиоведущим в Одессе, тогда Андрею было 20 лет.
В 2000 году его пригласили в утреннее шоу «Подъём» на Новом канале.
После стал ведущим проекта «Только правда?», а после стал ведущим шоу «Кто против блондинок?».
С января 2010 года ведёт телевизионную игру «Интуиция», а с сентября 2010 года ведёт игру «Светлые головы» на Новом канале.
С октября 2010 года уволился с Нового канала.
Теперь он работает на телеканале 1+1, на котором он ведёт «Шоу на два миллиона».

С сентября 2012 года — также ведущий шоу «Вспомнить всё» на российском канале ТВ3.
С 1 января 2014 по 24 февраля 2022 года Андрей Доманский работал на телеканале «Интер», где был ведущим двух проектов: кулинарного шоу «Готовим Вместе» вместе с шеф-поваром Андреем Дромовым и вокального talent-show «Ментор».
С августа 2021 года — ведущий программы «Все для тебе» (рус. «Все для тебя») на телеканале «Интер».

## Личная жизнь
- Первая жена Юлия[6][7]

От первого брака сын Василий Доманский (2000) и дочь Лада Доманская (2004).
Жил в фактическом браке с телеведущей Лидия Таран до 2010 года
- дочь Василина Доманская (2007)[2]

Живет в официальном браке с Мариной Доманской с 2011 года. Дочь Кира родилась 19 сентября 2011 года.
 Дочь Вера родилась 23 июня 2016 года.

## Телепроекты
Новый канал
- «Подъём»
- «Свадьба за 48 часов»
- «Свадьба за тремя морями»
- «Только правда?»
- «Кто против блондинок?»
- «Интуиция»
- «Светлые головы»
- «Властелин горы» (украинская версия)
- «Фабрика звёзд» (1, 3 и 4 сезоны)

1+1
- «Шоу на два миллиона»
- «Мой сможет» с Верой Брежневой[13]
- Голос страны
- Побий ведучого
- Давай досвиданья!
- «Голос. Дети (Украина)»
- Вышка

ТВ3
- «Вспомнить всё»

Интер
- «Сосед на обед»
- «Осторожно, дети!»
- «Готовим вместе» с шеф-поваром Андреем Дромовым
- "Добрый вечер на «Интере»"[14]
- «Круче всех!» с Андреем Данилевичем
- «Все для тебя»

## Музыка
Андрей Доманский спел песню с фабрикантом Колей Сергой «Песня про настоящих мужчин».

## Награды
- 2007 год — Бронзовый Крест Заслуги (Польша)[16].
- 2008 год — премия «Телетриумф» номинация «Лучший ведущий развлекательных программ»[2].

## Участие в телевизионных играх
- Участвовал в развлекательной телеигре «Я люблю Украину».
- Участвовал в юмористической телеигре «Сделай мне смешно».
- «Интуиция» — выигрыш 0 грн. (выпуск от 7 января 2011)
- «Миллионер — Горячее кресло» (выпуск от 17 февраля 2011 года)
- Играл в команде одесситов в телеигре «Что? Где? Когда?»